# Limnichus punctipennis
Limnichus punctipennis is een keversoort uit de familie dwergpilkevers (Limnichidae). De wetenschappelijke naam van de soort werd in 1858 gepubliceerd door Kraatz.